# Parafia Świętej Trójcy w Niżankowicach
Parafia Świętej Trójcy w Niżankowicach – w dekanacie Sambor i archidiecezji lwowskiej kościoła katolickiego.

## Historia

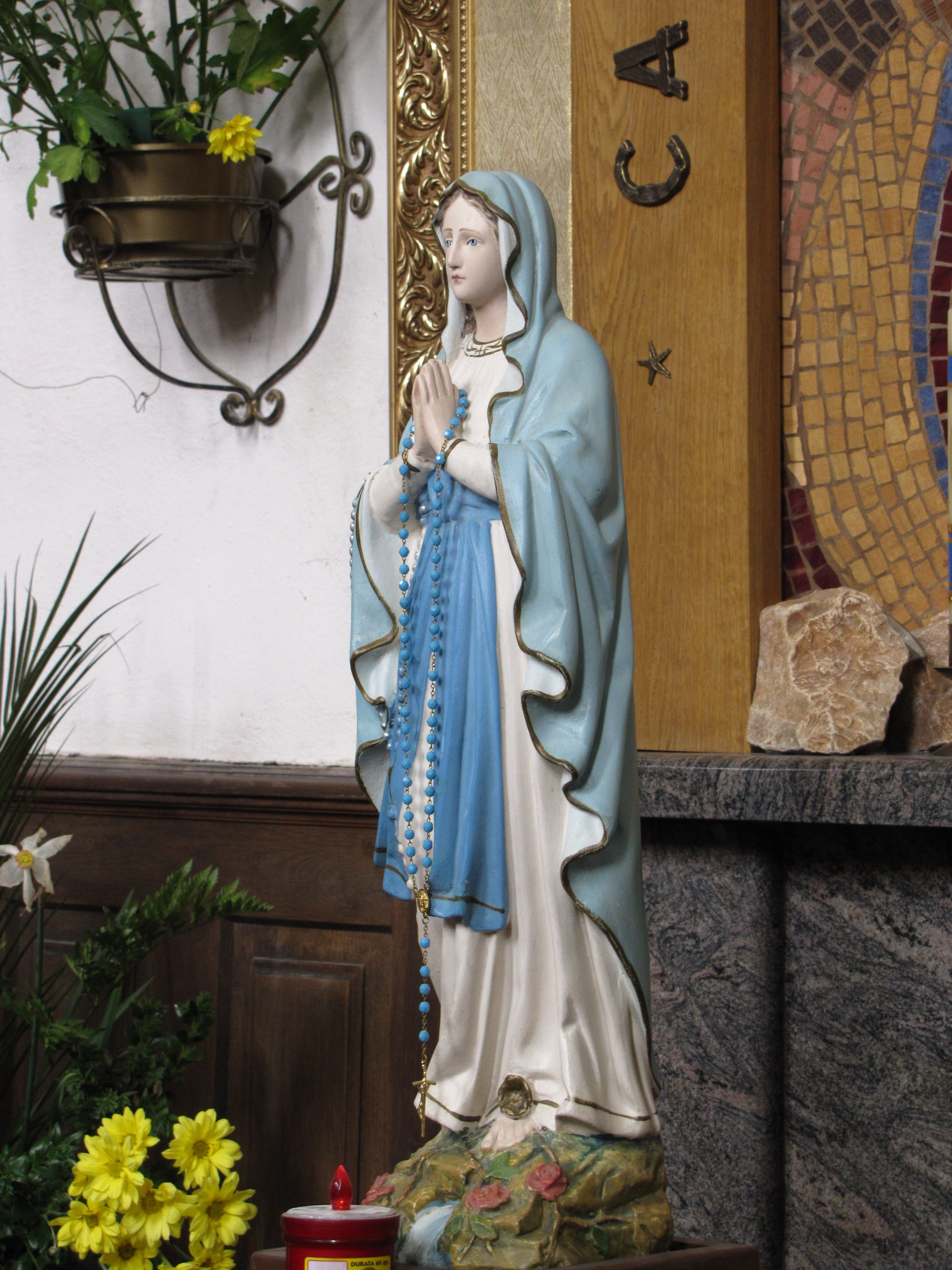
Figurka Matki Bożej Fatimskiej

Parafia została zatwierdzona przywilejem króla Kazimierza Jagiellończyka wydanym 26 sierpnia 1451 roku w Samborze. Parafia najpierw była objęta patronatem królewskim, ale na żądanie bp Macieja Drzewickiego została 23 lipca 1511 roku przez króla Zygmunta Starego przekazana "kolegium wikarych katedry przemyskiej", którzy zarządzali jako komendarze i expozytorzy, aż do 1927 roku gdy powstała samodzielna parafia. Parafia najpierw należała do Dekanatu  Samborskiego, a następnie należała do dekanatów: Dekanat Nowe Miasto (1746-1785), Dekanat Mościska (1785-1787), Dekanat Przemyśl (1787–1841), Dekanat Przemyśl-zamiejski (1841–1945).
W 1938 roku do parafii Niżankowice należały: Niżankowice, Wychadów, Aksmanice, Berendowice, Cyków, Darowice, Fredropol, Hermanowice (kościół filialny od 1937 roku), Kłokowice, Koniuchy, Koniusza, Kormanice, Kupiatycze, Malhowice, Młodowice, Paćkowice, Podmojsce, Rużobowice, Sierakośce, Sólca, Stanisławczyk, Truszowice, Wielunice, Zabłotce. W 1945 roku Niżankowice znalazły się po wschodniej stronie granicy, a w latach 1945-1948 w parafii posługiwał ks. Jan Szetela z Nowego Miasta, następnie kościół został zajęty przez władze sowieckie. 
W 1989 roku kościół został zwrócony, a 19 października 1991 roku odbyła się jego rekonsekracja, której dokonał bp o. Rafał Kiernicki sufragan lwowski. W latach 2005–2006 był cud "płaczącej madonny", i z tego powodu kościół stał się miejscem pielgrzymek. 2 czerwca 2007 roku redaktor naczelny "Niedzieli" ks. inf. Ireneusz Skubiś ogłosił kościół - Sanktuarium Matki Bożej.